# Sinocalamus maiensis
Sinocalamus maiensis là một loài thực vật có hoa trong họ Hòa thảo. Loài này được T.Q.Nguyen miêu tả khoa học đầu tiên năm 1990.